# Frommer Stop
Frommer Stop — венгерский самозарядный пистолет, разработанный конструктором Рудольфом Фроммером в 1912 году на основе его более ранних разработок.

## История
Пистолет Frommer Stop был сконструирован Фроммером на основе его более ранних разработок — пистолетов серии Frommer M1901/1906/1910, а также с применением отдельных решений, позаимствованных у опытных пистолетов Рот-Теодоровича
Производился на заводе FEG. Прямой предшественник Frommer Stop, пистолет М1911, использовал патрон калибра 7,65 мм разработки самого Фроммера, использовавший усиленный заряд пороха и с обжимом в гильзе у основания пули. Затем Фроммер перепроектировал пистолет под стандартный патрон калибра 7,65 мм. Запатентованный в 1912 году, этот вариант выпускался с 1919 по 1939 год под названием Pisztoly 19M. Он был принят в качестве официального оружия сначала Королевский венгерский гонвед, затем венгерских вооружённых сил. Последний вариант Стоп, Pisztoly 39M, использовал патрон 9 мм Kurz, однако он так и не был принят в качестве служебного пистолета.
Пистолет находился на вооружении Венгерской армии в качестве стандартного пистолета до начала 1930-х годов, а на вооружении венгерской полиции — до конца Второй Мировой войны. Производство пистолетов Frommer Stop продолжалось на заводе FEMARU в Будапеште до 1929 года, общий выпуск составил порядка 350 тысяч штук.

## Устройство
Пистолет Frommer Stop был одним из наиболее конструктивно сложных пистолетов в своём классе. Изначально разработанный под оригинальный патрон 7,65, он мог также использовать и обычные патроны Браунинга соответствующего калибра, однако надёжность его работы могла несколько снизиться.
Frommer Stop имеет автоматику с длинным ходом ствола и запиранием поворотом затвора. В момент выстрела канал ствола пистолета Frommer Stop был заперт поворотной личинкой затвора, которая состояла из двух деталей. Перед расцеплением затвор и ствол вместе проходили расстояние, равное примерно одному дюйму. После этого затвор удерживался на месте, а ствол возвращался в переднее положение, осуществляя при этом извлечение и выбрасывание стреляной гильзы. Затем уже затвор начинал своё движение вперёд; он досылал в ствол новый патрон и запирал патронник поворотом личинки. Инерционный ударник приводился в действие открытым курком.
Ударно-спусковой механизм курковый, одинарного действия (несамовзводный). В конструкции пистолетов Frommer Stop имелся только автоматический предохранитель на тыльной стороне рукоятки, ручных неавтоматических предохранителей не было. Магазин коробчатый, однорядный, ёмкостью в семь патронов. Защёлка магазина — в основании рукоятки оружия.

## Варианты
- Экспериментальный полностью автоматический пистолет — разработан во время Первой мировой войны. Оснащался однорядным 15-зарядным магазином, стрелял только в автоматическом режиме.
- Двуствольный пистолет-пулемёт — представлял собой спарку двух перевёрнутых пистолетов Frommer Stop с магазинами ёмкостью 25-патронов. По устройству напоминал итальянский пистолет-пулемёт Villar-Perosa M1915.
- Экспериментальная модель для итальянской армии - была выполнена под патрон .45 ACP, имела увеличенные габариты и отъёмный магазин ёмкостью 8 патронов. Отличалась очень мягкой отдачей для оружия этого калибра.